# 八王寺 (池田市)
八王寺（はちおうじ）は、大阪府池田市にある地名である。一丁目から二丁目まである。郵便番号は 563-0037 である。当地域の人口は、2017年12月末時点で 2,133 人である（池田市市民生活部総合窓口課の資料による）。面積は、2018年3月末時点で 0.293 平方キロメートルである（池田市市長公室広聴文書課の資料による）。

## 地理
池田市の南部に位置する。北部に一丁目があり、南部に二丁目がある。北は、城南三丁目および鉢塚一丁目と接しており、東は、荘園一丁目および二丁目と接している。南は、豊島北一丁目と接しており、西は、宇保町および神田一丁目、二丁目と接している。
一丁目は、池田市立呉服小学校および池田市立池田中学校の校区に含まれ、二丁目は、池田市立北豊島小学校および池田市立北豊島中学校の校区に含まれる。二丁目の中央付近を東西方向に国道171号池田バイパスが貫いている。当地域の中央付近には、長方形に近い形をした夫婦池があり、その形状や面積から条里制の遺構であるとされている。

## 歴史
1941年（昭和16年）、大阪府立園芸学校（現在の大阪府立園芸高等学校）が神田町（現在の八王寺）に移転される。1958年（昭和33年）、日本住宅公団（現在の都市再生機構）による池田団地が現在の一丁目に完成される。1965年（昭和40年）9月1日、神田町、宇保町、尊鉢町、才田町、西市場町が、八王寺一丁目および二丁目に変更される。「八王寺」の地名は、当地域を流れる八王寺川に由来する。
1975年（昭和50年）11月20日、池田市消防本部が菅原町616の1（菅原町3番15号）から八王寺一丁目113番1号に移転される。1993年（平成5年）に夫婦池の下池が埋め立てられ、1994年（平成6年）6月1日、埋立地に夫婦池公園テニスコートが開設される。2003年（平成15年）、府道伊丹池田線のうち、辻ヶ池公園から夫婦池に至る部分の地下に、雨水を貯留する機能をもつ管「八王寺川雨水増補幹線」が完成される。2020年（令和2年）11月、マウス歯科が一丁目に開院される。

## 施設
- 池田市消防本部[3][2]
- 大阪府立園芸高等学校[3][2]
- 池田市シルバー人材センター[2]
- アルビス池田内公園[22]
- 夫婦池公園[22]
  - 夫婦池公園テニスコート[3][2]
- ローソン 池田八王寺二丁目[23]
- ミニストップ 八王寺1丁目店[24]